# Молодёжное (Донецкая область)
Молодёжное (укр. Молодіжне) — посёлок в Волновахском районе Донецкой области Украины. Находится под контролем самопровозглашённой Донецкой Народной Республики.

## География

#### Соседние населённые пункты по странам света
С: Малиновое, Доля
СЗ: Луганское, Новониколаевка
СВ: Андреевка
З: Сигнальное, Петровское, Оленовка
В: Любовка, Червоное, Новосёловка, Обильное
ЮЗ: город Докучаевск
ЮВ: Коммунаровка
Ю: —

## Население
Население по переписи 2001 года составляло 157 человек.

## Общие сведения
Почтовый индекс — 85710. Телефонный код — 6244. Код КОАТУУ — 1421557102.

## Местный совет
85710, Донецкая обл., Волновахский р-н, пгт. Оленовка, ул. Ленина, 11